# Houthem (Flandre-Occidentale)
Pour les articles homonymes, voir Houthem.
Houthem (Houtem en néerlandais) est une section de la ville belge de Furnes située en Région flamande dans la province de Flandre-Occidentale. C'était une commune à part entière avant la fusion des communes de 1977. Lors d`une précédente fusion en 1971 Houthem avait intégré elle même la commune de Les Moëres.

## Histoire
Gislebert III de Gand, fils de Baudouin II de Gand, comte d'Alost, a donné par lettres de 1142 à l'église Saint Nicolas de Furnes la dîme de l'église d'Houthem.

## Démographie

### Évolution démographique: Avant la fusion de 1971
- Sources : INS, Rem. : 1831 jusqu'en 1970 = recensements[3].

### Évolution démographique de la commune fusionnée (1971-1976)
- Sources : INS, Rem. : 1831 jusqu'en 1970 = recensements, 1976= population au 31 décembre[3].

## Patrimoine civil et religieux
- Ancienne abbaye d'Houthem, dont le presbytère de 1686 a été construit par les Prémontrés[4].